# Dietmar Hüser
Dietmar Hüser (* 14. Januar 1962 in Essen) ist ein deutscher Historiker und Hochschullehrer.

## Leben
Hüser studierte Geschichtswissenschaft, Politikwissenschaft sowie Völker- und Europarecht an der Universität des Saarlandes (1986–1989), dem Institut d’Études Politiques de Paris (1985–1986), der Ruprecht-Karls-Universität Heidelberg (Sommersemester 1985) und der Ruhr-Universität Bochum (1983–1985). Er erhielt Stipendien des Deutschen Historischen Instituts Paris (1990/91) und des Deutschen Akademischen Austauschdienstes (1985–1986). Dem Certificat d’Études Politiques am Institut d’Études Politiques de Paris (1986) folgte 1989 das Magisterexamen, 1994 die Promotion und 2002 die Habilitation. Er war 1991–1997 Wissenschaftlicher Mitarbeiter am Historischen Institut der Universität des Saarlandes, 1997–2002 Wissenschaftlicher Assistent (C1) und 1991–2004 Hochschuldozent (C2). Zwischen 2000 und 2004 war er Lehrbeauftragter am Institut des Hautes Etudes Européennes in Straßburg, 2002/2003 Lehrbeauftragter am Institut d’Études Politiques de Paris à Nancy und 2003–2004 Alfred-Grosser-Gastprofessur am Institut d’Études Politiques de Paris. Von 2004 bis 2013 war er als Professor für Geschichte Westeuropas (19./20. Jahrhundert) an der Universität Kassel tätig. Zwischen 2004 und 2012 war er Mitglied im Vorstand des Deutsch-Französischen Historikerkomitees für das 19. und 20. Jahrhundert, von 2008 bis 2010 dessen Vorsitzender. Seit 2013 ist er Professor für Europäische Zeitgeschichte an der Universität des Saarlandes. Dort hat er zwischen 2017 und 2022 das Frankreichzentrum geleitet, von 2020 bis 2022 zudem das Europakolleg CEUS in seiner Übergangsphase zum Cluster für Europaforschung.
Dietmar Hüser forscht und lehrt zu grundlegenden politischen, gesellschaftlichen und kulturellen Aspekten der europäischen Geschichte im 20. Jahrhundert. Im Zentrum stehen die Geschichte Deutschlands und Frankreichs, deutsch-französische, innereuropäische und transatlantische Beziehungen, Vergleiche und Transfers. Besonderes Augenmerk gilt seit einigen Jahren einer Geschichte der Populärkultur und des modernen Sports sowie den Veränderungsdynamiken populärer Künste und sportbezogener Phänomene für das 20. Jahrhundert. Seit 2017 fungiert Dietmar Hüser als Sprecher der DFG-Forschungsgruppe 2475 "Populärkultur transnational - Europa in den langen 1960er Jahren" (2017–2016) sowie als Verantwortlicher des Deutsch-französisch-luxemburgischen Doktorandenkollegs "Internationale Geschichte Interdisziplinär - Deutsch-französisch-europäische Perspektiven im 20. Jahrhundert" (2017–2028), seit 2023 zudem als Sprecher des DFG-ANR-Projekts "Arènes du sport - Scènes et fabrique(s) de l'événement sportif / Sport-Arenen - Szenen und (Werk)Stätten des Sport-Events" (ARENES, 2022–2026). Darüber hinaus leitete er seit 2022 ein Projekt des Deutsch-Französischen Jugendwerks zum Thema "Sport | Frankreich | Deutschland - Transnationale Perspektiven in Geschichte und Gegenwart" (2022–2024).

## Schriften (Bücher)
- Philipp Didion / Dietmar Hüser / André Gounot / Manfred Lämmer (Hrsg.): Sport | Frankreich | Deutschland / Sport | France | Allemagne - Transnationale Perspektiven in Geschichte und Gegenwart / Histoire et présent dans une perspective transnationale, Baden-Baden (Nomos) 2024, 485 S.
- Dietmar Hüser (Hrsg.): Frauen am Ball - Geschichte(n) des Frauenfußballs in Deutschland, Frankreich und Europa / Filles en crampons. Histoire(s) du football féminin en Allemagne, en France et en Europe, Bielefeld (transcript) 2022, 536 S.
- Dietmar Hüser / Paul Dietschy / Philipp Didion (Hrsg.): Sport-Arenen – Sport-Kulturen – Sport-Welten / Arènes du sport – Cultures du sport – Mondes du sport. Deutsch-französisch-europäische Perspektiven im "langen" 20. Jahrhundert / Perspectives franco-allemandes et européennes dans le 'long' XXe siècle, Stuttgart (Franz Steiner) 2022, Stuttgart (Steiner) 2022, 499 S.
- Dietmar Hüser / Hans-Christian Herrmann (Hrsg.): Macrons neues Frankreich: Hintergründe, Reformansätze und deutsch-französische Perspektiven / La nouvelle France de Macron : Contextes, ébauches de réforme et perspectives franco-allemandes, Bielefeld (transcript) 2020, 350 S.
- Dietmar Hüser / Ansbert Baumann (Hrsg.): Migration | Integration | Exklusion – Eine andere deutsch-französische Geschichte des Fußballs in den langen 1960er Jahren, Tübingen (Narr Francke Attempto) 2020, 299 S.
- Dietmar Hüser (Hrsg.): Populärkultur transnational – Lesen, Sehen, Hören, Erleben in europäischen Nachkriegsgesellschaften der langen 1960er Jahre, Bielefeld (transcript) 2017, 358 S.
- Dietmar Hüser / Jean-Christophe Meyer / Pierre Weiss (Hrsg.): Fußball und Diversität in Frankreich und Deutschland, Dossier der Zeitschrift Lendemains - Études comparées sur la France n°161 (2016), S. 5–73.
- Gabriele B. Clemens / Barbara Duttenhöfer / Dietmar Hüser / Aline Maldener / Gunter Mahlerwein / Michael Röhrig (Hrsg.): Markgrafschaft – Metropolen – Medien. Krisen, Kommunikation und Politisierung europäischer Gesellschaften. Festschrift für Clemens Zimmermann, Trier (Kliomedia) 2016, 384 S.
- Dietmar Hüser / Ulrich Pfeil (Hrsg.): Populärkultur und deutsch-französische Mittler – Akteure, Medien, Ausdrucksformen. Culture de masse et médiateurs franco-allemands – Acteurs, médias, articulations, Bielefeld (transcript), 2015, 342 S.
- Andreas Gelz / Dietmar Hüser / Sabine Ruß (Hrsg.): Skandale zwischen Moderne und Postmoderne – Interdisziplinäre Perspektiven auf Formen gesellschaftlicher Transgression, Berlin (De Gruyter) 2014, 338 S.
- Dietmar Hüser / Jean-François Eck (Hrsg.): L’Allemagne et la France dans la mondialisation aux XIXe et XXe siècles / Deutschland und Frankreich in der Globalisierung des 19. und 20. Jahrhunderts, Stuttgart (Steiner) 2012, 214 S.
- Dietmar Hüser / Jean-François Eck (Hrsg.): Medien – Debatten – Öffentlichkeiten in Deutschland und Frankreich im 19. und 20. Jahrhundert / Médias, débats et espaces publiques en Allemagne et en France aux 19e et 20e siècles, Stuttgart (Steiner) 2011, 342 S.
- Dietmar Hüser (Hrsg.): „Frankreichs Empire schlägt zurück“ – Gesellschaftswandel, Kolonialdebatten und Migrationskulturen zu Beginn des 21. Jahrhunderts, Kassel (University Press) 2010, 350 S. (in Zsarb. mit Christine Göttlicher).[2]
- Armin Heinen / Dietmar Hüser (Hrsg.): Tour de France – Eine historische Rundreise. Festschrift für Rainer Hudemann, Stuttgart (Steiner) 2008, 525 S.
- Dietmar Hüser: RAPublikanische Synthese – Eine französische Zeitgeschichte populärer Musik und politischer Kultur, Köln (Böhlau) 2004, 490 S.
- Dietmar Hüser: Frankreichs „doppelte Deutschlandpolitik“. Dynamik aus der Defensive – Planen, Entscheiden, Umsetzen in gesellschaftlichen und wirtschaftlichen, innen- und außenpolitischen Krisenzeiten 1944–1950, Berlin (Duncker & Humblot) 1996, 791 S.